# Д’Отанкур, Пьер
Барон (с 1810 года) Пьер д’Отанкур (фр. Pierre d'Autancourt (ou Dautancourt); 28 февраля 1771, Монтиньи-су-Марль — 2 января 1832, Невер) — французский кавалерист, генерал-майор, прославившийся своей службой в кавалерии Императорской гвардии Наполеона, мемуарист.

## Личная жизнь
Родился в деревне Монтиньи-су-Марль, сын Пьера д’Отанкура и Марии-Антуанетты Фетро. Уже будучи офицером, Д’Отанкур женился в 1810 году на Софи Юстин Сесиль d’Hardivillier, и, в перерывах между военными походами, проживал с ней в Париже на улице Фобур Сент-Оноре.

## Военная биография
В начале Великой французской революции д’Отанкур записался волонтёром в добровольческий батальон. В 1794 году, уже будучи капитаном, он перешёл на службу в жандармерию. С началом правления Наполеона был в рядах отборных жандармов. К 1804 году — шеф эскадрона.
д’Отанкур обратил на себя внимание Наполеона, когда принял участие в аресте и доставке во Францию герцога Энгиенского. В 1807 году произведён в майоры полка польских улан Императорской гвардии, который по поручению императора сформировал в Польше вместе с майором А. Делетром. Руководство полком было доверено В. Красинскому. После вступления войск Наполеона в Испанию, свежесформированный полк отличился в битве при Сомосьерре.
В 1809 году, в войне с Австрией, д’Отанкур участвовал в битвах при Эсслинге и при Ваграме. В 1808 году он получил статус шевалье Империи, а уже в 1810 — титул барона. В 1812 году д’Отанкур принимал участие в Русском походе. В 1813 году, в битве при Лейпциге. Д’Отанкур руководил подразделениями недавно созданной Почётной гвардией.
В 1814 году д’Отанкур особенно отличился в сражении при Монмирале, в ходе Шестидневной войны Наполеона, где вместе с генералом Л. Летором во главе полка драгун Императрицы успешно атаковал российские каре. «Мои драгуны творят чудеса» (фр. Mes dragons ont accompli des miracles), написал Император после этого сражения. За своё отличие д’Отанкур получил в феврале 1814 году степень командора ордена Почётного легиона (предыдущие две степени были вручены ему почти за десять лет до этого — в 1804 и 1805 годах соответственно).
Во время битвы за Париж д’Отанкур во главе кавалерийской бригады сражался на Монмартре и на заставе Клиши, где в тот день командовал маршал Б. Монсей. В память об этих событиях, одна из улиц в этом районе Парижа сегодня носит имя д’Отанкура.
Во время реставрации Бурбонов полковник д’Отанкур был произведён в генерал-майоры. Несмотря на это, во время Ста дней он присоединился к императору и участвовал в битве при Ватерлоо во главе небольшого элитного подразделения — роты Отборных конных жандармов гвардии, которые в конце сражения составили едва ли не последний резерв.
После второй реставрации Бурбонов д’Отанкур все годы их правления в армии не служил, но в период революции 1830 года ненадолго вернулся на службу. В отставке писал мемуары, которые позже стали довольно известны.
Генерал д’Отанкур умер в 1832 году в Невере и там похоронен. Могила сохранилась до наших дней.